# Ninette de Valois
Ninette de Valois, ursprungligen Edris Stannus, född 6 juni 1898 i Blessington, County Wicklow, Irland, död 8 mars 2001 i London, var en brittisk ballerina och grundare av Royal Ballet. Hon började dansa balett vid 10 års ålder och blev snart berömd för sina graciösa rörelser. 1921 ändrade hon sitt namn till Ninette de Valois och anslöt sig till Sergej Djagilevs Ballets Russes.
1931 grundade hon Royal Ballet och kom med tiden att bli den brittiska balettens portalfigur. Hon formade sin balettskola efter den ryska modellen och skolade bland andra Margot Fonteyn och Moira Shearer. Senare fanns även Svetlana Beriosova och Rudolf Nurejev bland hennes adepter.
Ninette de Valois förärades 1950 Hederslegionen för sina kulturella insatser. Året därpå utnämndes hon till Dame Commander of the Order of the British Empire.